# Route nationale 105
Die N105 ist eine französische Nationalstraße, die 1824 zwischen der N88 nördlich von Yssingeuax und Annonay festgelegt wurde. Sie geht auf die Route impériale 125 zurück. Ihre Länge betrug 56 Kilometer. 1973 wurde sie abgestuft. 1978 erfolgte die Umnummerierung der N5bis zwischen Brie-Comte-Robert und Montereau-Fault-Yonne in N105. 1994 ging der erste Teil der parallel A5B (seit 1996 A105) in Betrieb. Dadurch wurden ab 2000 die Parallelabschnitte zu Départementstraßen abgestuft, sodass es heute nur noch als Verlängerung der A105 nach Melun eine N105 gibt.

## Streckenverlauf
| Position | höchste zulässige Gesamtgeschwindigkeit | Fahrbahnen | Typ                  | Abschnitt        | Längengrad | Breitengrad |
| -------- | --------------------------------------- | ---------- | -------------------- | ---------------- | ---------- | ----------- |
| 1        | 110                                     | 2          | Beginn der Autobahn  | A105/A5b         | 48.5707    | 2.6410      |
| 2        | 90                                      | 2          | Ende an Kreisverkehr | Ankunft in Melun | 48.5597    | 2.6457      |